# Omamori Himari
Omamori Himari (おまもりひまり) còn được biết với tên ngắn hơn là OmaHima (おまひま) là loạt manga do Matra Milan viết và minh họa. Tác phẩm đã đăng trên tạp chí Monthly Dragon Age từ ngày 09 tháng 6 năm 2006 trước khi chuyển sang tạp chí Age Premium từ tháng 8 năm 2011. Cốt truyện xoay quanh Amakawa Yuto một nam sinh trung học 16 tuổi bị dị ứng với mèo, vào đúng sinh nhật lần thứ 16 của mình thì một cô gái tên Himari là một bakeneko đến để bảo vệ cậu khỏi bị tấn công các yêu quái bắt đầu để ý đến mình khi bùa hộ mệnh bắt đầu mất tác dụng. Sau vài lần bị tấn công Yuto bắt đầu cố gắng tập luyện để có thể tự chống lại các cuộc tấn công của các yêu tinh mà không cần nhờ đến Himari để cô không bị nguy hiểm cũng như cố gắng quen với việc bị dị ứng thường xuyên do Himari vốn là một miêu nữ. Dù vậy Yuto lại muốn con người và yêu tinh sống hòa bình nên cậu đã nỗ lực để đạt được mục đích đó bằng việc thuyết phục những người chủ trương tiêu diệt yêu tinh cũng như nhận giúp các công việc mà các yêu tinh ít hung tợn nhờ. Qua thời gian và các sự kiện khác nhau có một số nữ yêu tinh và người săn yêu tinh đã đồng ý giúp đỡ và gia nhập nhóm của cậu để theo đuổi lý tưởng của mình.
Loạt manga cũng được chuyển thể thành các loại hình truyền thông khác như light novel, internet radio và anime. Chuyển thể anime do hãng Zexcs thực hiện và phát sóng tại Nhật Bản từ ngày 06 tháng 1 đến ngày 24 tháng 3 năm 2010.

## Tổng quan

### Sơ lược cốt truyện
Bộ phim xoay quanh Yuto Amakawa, một thiếu niên có vẻ bình thường với một quá khứ rắc rối. Bảy năm trước, cha mẹ anh qua đời trong một vụ tai nạn xe hơi, để lại anh một mình không một người thân bên cạnh. Món đồ duy nhất còn lại của gia đình anh là một chiếc bùa hộ mệnh kỳ lạ và bí ẩn được người bà quá cố của anh tặng cho. Kể từ đó, người bạn thời thơ ấu của anh là Rinko Kuzaki (và bố mẹ cô [ch. 1]) đã nấu ăn và chăm sóc anh. Cuộc đời của anh có một bước ngoặt đáng ngạc nhiên vào sinh nhật thứ 16 khi anh gặp Himari, một nữ samurai quỷ mèo. Himari tiết lộ với anh ta rằng gia đình và tổ tiên của anh ta là một phần của mười hai gia tộc Sát quỷ giết quỷ kể từ thời phong kiến, và anh ta cũng là một Sát thủ giết quỷ. Cô đã tuyên thệ với gia đình anh để bảo vệ Yuto khỏi những con quỷ khác nhau đang ra tay giết anh, nhưng chứng dị ứng mèo của Yuto khiến vấn đề trở nên phức tạp hơn nhiều. Sau đó, Yuto gặp nhiều cô gái khác cũng thích anh: Shizuku, một mizuchi hoặc thủy thần dưới hình dạng một đứa trẻ nhỏ; Lizlet, một tsukumogami hay linh hồn tạo tác trong hình dạng một cô hầu gái phục vụ trà nóng bỏng; và Kuesu, một Sát quỷ khác, người được tiết lộ là vợ chưa cưới của Yuto và là người trong quá khứ bị lãng quên của Yuto. Khi bộ phim tiếp tục, Yuto và cả nhóm chạm trán với một số ayakashi mạnh mẽ, với một số người trong số họ là đồng minh, và cuối cùng Yuto đã đưa ra quyết định thay đổi cuộc đời để chiến đấu vì niềm tin của mình về sự chung sống giữa con người và ayakashi.

### Nhân vật

#### Chính
Amakawa Yūto (天河 優人, あまかわ ゆうと)
Lồng tiếng bởi: Hirakawa Daisuke, Mina (lúc nhỏ)
Noihara Himari (野井原 緋鞠, のいはら ひまり)
Lồng tiếng bởi: Koshimizu Ami
Kuzaki Rinko (九崎 凛子, くざき りんこ)
Lồng tiếng bởi: Nomizu Iori
Shizuku (静水久, しずく)
Lồng tiếng bởi: Shindō Kei
Lizlet L. Chelsie (リズリット・L・チェルシー) / Liz (リズ)
Lồng tiếng bởi: Ōgame Asuka
Jingūji Kuesu (神宮寺 くえす, じんぐうじ くえす)
Lồng tiếng bởi: Matsuoka Yuki

#### Onikiri-yaku

##### Chính
Tsuchimikado Aiji (土御門 愛路, つちみかど あいじ)
Kagamimori Kasuri (各務森 飛白, かがみもり かすり)
Yakōin Hitsugi (夜光院 柩, やこういん ひつぎ)
Amakawa Gennosuke (天河 源之介, あまかわ げんのすけ)
Amakawa Sawako (天河 佐和子, あまかわ さわこ)
Lồng tiếng bởi: Sadaoka Sayuri

##### Phụ
Kamisakura Gandou (上櫻 巌堂, かみさくら がんどう)
Kagamimori Hisuzu (各務森 飛鈴, かがみもり ひすず)
Mikari Ranka (三雁 蘭華, みかり らんか)
Tsuchimikado Maki (土御門 麻輝, つちみかど まき)
Tsuchimikado Shido (土御門 志土, つちみかど しど)

#### Con người
Masaki Taizō (柾木 泰三, まさき たいぞう)
Lồng tiếng bởi: Suzuki Tatsuhisa
Masaki Haru (柾木 ハル, まさき はる)
Shimamura Yū (嶋村 有, しまむら ゆう)
Lồng tiếng bởi: Shimamura Yū
Kisaragi Sae (如月 冴, きさらぎ さえ)
Lồng tiếng bởi: Neya Michiko
Master (マスター)
Kaburagi Hyōgo (鏑木 兵吾, かぶらぎ ひょうご)
Lồng tiếng bởi: Fujiwara Keiji
Akutsu Yūko (阿久津 悠子, あくつ ゆうこ)
Jingūji Meruhi (神宮寺 メルヒ, じんぐうじ めるひ)

#### Ayakashi
Tama (タマ) / Tamamo-no-Mae (玉藻前, たまものまえ)
Lồng tiếng bởi: Mizuhara Kaoru
Shuten-dōji (酒呑童子, しゅてんどうじ)
Lồng tiếng bởi: Kikuchi Masami
Kaya (加耶, かや)
Lồng tiếng bởi: Honda Mariko
Aya (文, あや)
Lồng tiếng bởi: Kosuge Mami
Kagetsuki (影月, かげつき)
Ageha (明夏羽, あげは)
Lồng tiếng bởi: Takahashi Chiaki
Sasa (沙砂, ささ)
Lồng tiếng bởi: Nigo Mayako
Daidarabotchi (大太法師, ダイダラボッチ)
Lồng tiếng bởi: Kiryu Tashiro
Zenjū (然樹, ゼンジュ)
Kofuyu (小冬, こふゆ)
Sentoro no Tesuma (閃蟷螂の薙蘇魔, セントウロウのテスマ)
Gara (雅羅, ガラ)
Hime (ヒメ, ひめ)
Ekō (恵香, エコー)
Kurozakura (黒桜, くろざくら)
Yama-hime (夜魔姫, やまひめ)
Ginko (銀子, ぎんこ)
Hana (華, はな)
Tsuchigumo (土蜘蛛, つちぐも)

## Truyền thông

### Manga
Loạt manga do Milan Matra viết và minh họa. Tác phẩm đã đăng trên tạp chí Monthly Dragon Age từ ngày 09 tháng 6 năm 2006 trước khi chuyển sang tạp chí Age Premium từ tháng 8 năm 2011 và tiếp tục phát hành đến ngày 09 tháng 9 năm 2013 cả hai điều của Fujimi Shobo. Các chương sau đó được tập hợp lại và phát hành thành 12 tankōbon, trong đó Kadokawa Shoten xuất bản 5 tập đầu còn Fujimi Shobo thì bắt đầu tự xuất bản các tập từ tập 6. Yen Press đã đăng ký bản quyền phiên bản tiếng Anh của loạt manga này để phát hành tại thị trường Bắc Mỹ còn Kadokawa Media thì giữ bản quyền phát hành tại Đài Loan.
Milan Matra cũng thực hiện một tập ngoại truyện với việc minh họa được đảm nhiệm bởi Nikubanare có tựa Omamori Himari: Himaru no Opanchu (おまもりひまり: 緋鞠のおぱんちゅう) tập hợp các mẫu truyện theo phong cách 4 hình và cũng đăng trên tạp chí Monthly Dragon Age vào tháng 11 năm 2009 đến tháng 11 năm 2010. Các chương sau đó được tập hợp lại và phát hành thành 1 tankōbon.
Matora Miran thì thực hiện một tập ngoại truyện của loạt manga với việc minh họa cũng được đảm nhiệm bởi Nikubanare có tựa Omamori Himari: Gaiden no Sho (おまもりひまり　外伝の書) và Fujimi Shobo đã phát hành thẳng thành tankōbon ngày 09 tháng 9 năm 2011 chứ không đăng trên tạp chí.

### Light novel
Mikazuki Kougetsu đã thực hiện chuyển thể light novel với việc minh họa được Matra đảm nhiệm. Tác phẩm bắt đầu đăng trên tạp chí Dragon Magazine của Fujimi Shobo từ ngày 19 tháng 7 năm 2008 đến ngày 20 tháng 1 năm 2010. Các chương sau đó được tập hợp lại và phát hành thành 4 bunkobon. Cốt truyện trong tiểu thuyết là ngoại truyện vì thế nó khác cốt truyện của manga cũng như có một số nhân vật mới chỉ xuất hiện trong chuyển thể này.

### Internet radio
Một chương trình internet radio có tên OmaHima☆HR (おまひま☆HR) đã được Animate thực hiện và phát sóng từ ngày 12 tháng 11 năm 2009 đến ngày 30 tháng 4 năm 2010 với 13 tập. Người dẫn chương trình hai nhân vật Noihara Himari và Kuzaki Rinko còn các khách mời là các nhân vật khác trong bộ anime. Nippon Columbia đã phát hành bộ CD gồm 6 đĩa chứa 13 chương trình này từ ngày 26 tháng 3 đến ngày 27 tháng 8 năm 2010.

### Anime
Hãng Zexcs đã thực hiện chuyển thể anime của loạt manga với sự đạo diễn của Ushiro Shinji và bắt đầu phát sóng trên các kênh Chiba TV và TV Saitama từ ngày 06 tháng 1 đến ngày 24 tháng 3 năm 2010, khi hai kênh chiếu tập đầu tiên thì sau đó một hay vài ngày thì các kênh khác tại Nhật Bản cũng phát sóng bộ anime này như Tokyo MX, BS Nippon, TV Aichi, TV Kanagawa, TVQ Kyushu và Sun TV. Kadokawa Pictures đã phát hành phiên bản DVD của bộ anime từ ngày 26 tháng 3 năm 2010, phiên bản blu-ray thì phát hành vào ngày 27 tháng 1 năm 2012. Muse Communication đã đăng ký bản quyền để phân phối bộ anime này tại Đài Loan.

### Sách
Fujimi Shobo đã phát hành một cuốn sách hướng dẫn có tựa Omamori Himari 0 (おまもりひまり 0) vào ngày 24 tháng 10 năm 2009. Quyển sách có chứa các hình ảnh được tô màu dùng trong truyện và light novel, các thông tin về nhân vật kể cả nhân vật thêm trong chuyển thể tiểu thuyết. Ngoài ra cuốn sách còn chứa các thông tin về chuyển thể anime đang thực hiện khi đó.
Một cuốn sách hình dành cho người hâm mộ có tựa TV Animation Koushiki Fan Book (TVアニメーション おまもりひまり 公式ファンブック) đã được phát hành vào ngày 20 tháng 5 năm 2010. Cuốn sách có chứa các hình ảnh và thông tin của các nhân vật dùng trong chuyển thể anime.
Một cuốn sách hình khác có tựa Omamori Himari Shojo Gashū ～MATRA MILAN Art Works～ (おまもりひまり 処女画集　～MATRA MILAN Art Works～) đã phát hành vào tháng 1 năm 2014.

### Âm nhạc
Bộ anime có ba bài hát chủ đề, một mở đầu và hai kết thúc. Bài hát mở đầu có tựa Oshichau zo!! (押しちゃうぞっ!!) do AyaRuka trình bày, bài hát kết thúc đầu có tựa BEAM my BEAM do các nhân vật nữ chính trình bày, hai đĩa đơn chứa hai bài hát đã phát hành vào ngày 24 tháng 2 năm 2010 với bài hát kết thúc trình bày bởi các nữ nhân vật chính hát chung. Bài hát kết thúc thứ hai có tựa Sakamichi no Hate trình bày bởi Hirakawa Daisuke. Album chứa các bản nhạc dùng trong bộ anime đã phát hành vào ngày 17 tháng 3 năm 2010. Album chứa các bản nhạc do các nhân vật trình bày phát hành vào ngày 31 tháng 3 năm 2010, album có chứa các bài BEAM my BEAM được các nhân vật nữ chính trình bày riêng lẻ và cả bài hát chủ đề kết thúc thứ hai cùng các đoạn drama.
Bài hát chủ đề mở đầu của chương trình internet radio có tựa love and peace do Koshimizu trình bày và cũng đã phát hành trong đĩa đơn chứa bài hát kết thúc thứ nhất của bộ anime.
| Oshichau zo!! (押しちゃうぞっ!!) | Oshichau zo!! (押しちゃうぞっ!!)                               | Oshichau zo!! (押しちゃうぞっ!!) |
| STT                              | Nhan đề                                                        | Thời lượng                       |
| -------------------------------- | -------------------------------------------------------------- | -------------------------------- |
| 1.                               | "Oshichau zo!! (押しちゃうぞ!!)"                               | 4:38                             |
| 2.                               | "Hidamari (ひだまり)"                                          | 6:29                             |
| 3.                               | "Oshichau zo!! (Instrumental) (押しちゃうぞ!! (Instrumental))" | 4:38                             |
| 4.                               | "Hidamari (Instrumental) (ひだまり (Instrumental))"            | 6:28                             |
| Tổng thời lượng:                 | Tổng thời lượng:                                               | 22:13                            |

| BEAM my BEAM(TV FULL VERSION) | BEAM my BEAM(TV FULL VERSION)    | BEAM my BEAM(TV FULL VERSION) |
| STT                           | Nhan đề                          | Thời lượng                    |
| ----------------------------- | -------------------------------- | ----------------------------- |
| 1.                            | "BEAM my BEAM (TV FULL VERSION)" | 4:21                          |
| 2.                            | "love and peace"                 | 4:12                          |
| 3.                            | "BEAM my BEAM (Instrumental)"    | 4:21                          |
| 4.                            | "love and peace (Instrumental)"  | 4:12                          |
| Tổng thời lượng:              | Tổng thời lượng:                 | 17:06                         |

| Omamori Himari Neko mo Shakushi mo Character Song Album (おまもりひまり ネコもシャクシもキャラソンアルバム) | Omamori Himari Neko mo Shakushi mo Character Song Album (おまもりひまり ネコもシャクシもキャラソンアルバム)                                            | Omamori Himari Neko mo Shakushi mo Character Song Album (おまもりひまり ネコもシャクシもキャラソンアルバム) |
| STT | Nhan đề | Thời lượng                                                                                                  |
| --- | --- | --- |
| 1. | "CD Drama "Nyan to Bikkuri Wakatono Masaka no Goranshin!?" SCENE1/Yuuto no Ie (CD ドラマ 「にゃんと、ビックリ!若殿まさかのご乱心!?」 SCENE1/優人の家)" | 1:18 |
| 2. | "BEAM my BEAM (Version Himari) (BEAM my BEAM (ヴァージョン緋鞠))"                                                                                      | 4:21 |
| 3. | "CD Drama SCENE2/Jinguuji Yashiki・Kuesu no Heya (CD ドラマ SCENE2/神宮寺邸・くえすの部屋)"                                                            | 0:49 |
| 4. | "BEAM my BEAM (Version Rinko) (BEAM my BEAM (ヴァージョン凛子))"                                                                                       | 4:20 |
| 5. | "CD Drama SCENE3/Mori no Naka (CD ドラマ SCENE3/森の中)"                                                                                               | 0:40 |
| 6. | "BEAM my BEAM (Version Shizuku) (BEAM my BEAM (ヴァージョン静水久))"                                                                                   | 4:20 |
| 7. | "CD Drama SCENE4/Cafe・Relish (CD ドラマ SCENE4/カフェ・リリッシュ)"                                                                                   | 0:29 |
| 8. | "BEAM my BEAM (Version Liz) (BEAM my BEAM (ヴァージョンリズ))"                                                                                         | 4:20 |
| 9. | "CD Drama SCENE5/Machinaka no Michi (CD ドラマ SCENE5/町中の道)"                                                                                       | 2:17 |
| 10. | "BEAM my BEAM (Version Kuesu) (BEAM my BEAM (ヴァージョンくえす))"                                                                                     | 4:21 |
| 11. | "CD Drama SCENE6/Cafe Relish (Sono 2) (CD ドラマ SCENE6/カフェ・リリッシュ (その2))"                                                                   | 13:06 |
| 12. | "Sakamichi no Hate (坂道の果て)" | 3:55 |
| 13. | "CD Drama SCENE7/Suujitsugo (CD ドラマ SCENE7/数日後)"                                                                                                 | 1:14 |
| 14. | "BEAM my BEAM (TV FULL VERSION LONG)" | 4:39 |
| Tổng thời lượng:                                                                                            | Tổng thời lượng: | 50:09 |

| Omamori Himari Nyantomo Kantomo Gekiban Album (おまもりひまり ニャンともカンとも劇伴アルバム) | Omamori Himari Nyantomo Kantomo Gekiban Album (おまもりひまり ニャンともカンとも劇伴アルバム) | Omamori Himari Nyantomo Kantomo Gekiban Album (おまもりひまり ニャンともカンとも劇伴アルバム) |
| STT                                                                                           | Nhan đề                                                                                       | Thời lượng                                                                                    |
| --------------------------------------------------------------------------------------------- | --------------------------------------------------------------------------------------------- | --------------------------------------------------------------------------------------------- |
| 1.                                                                                            | "Onikiriyaku (鬼切り役)"                                                                      | 2:28                                                                                          |
| 2.                                                                                            | "Oshichau zo!! (TV Size) (押しちゃうぞ!! (TV サイズ))"                                        | 1:30                                                                                          |
| 3.                                                                                            | "Ayakashi-domo (妖ども)"                                                                      | 1:58                                                                                          |
| 4.                                                                                            | "Yuttari Jikan (ゆったり時間)"                                                                | 1:45                                                                                          |
| 5.                                                                                            | "Oiroke Munmun (お色気ムンムン)"                                                              | 1:36                                                                                          |
| 6.                                                                                            | "Yakimochi Rinko (やきもち凛子)"                                                              | 1:40                                                                                          |
| 7.                                                                                            | "Yawaraka, Karoyaka, Neko Kenshi (やわらか、かろやか、猫剣士)"                                | 1:52                                                                                          |
| 8.                                                                                            | "Door wo Hiraketara (ドアを開けたら)"                                                         | 1:47                                                                                          |
| 9.                                                                                            | "Ayakashi Battle! (あやかしバトル!)"                                                          | 1:49                                                                                          |
| 10.                                                                                           | "Yasashisa to Kanashisa (優しさと哀しさ)"                                                     | 2:00                                                                                          |
| 11.                                                                                           | "Otomegokoro (乙女心)"                                                                        | 2:28                                                                                          |
| 12.                                                                                           | "Dokidoki! Shigekiteki! (ドキドキ!刺激的!)"                                                   | 1:59                                                                                          |
| 13.                                                                                           | "Ayakashi Crisis! (あやかしクライシス!)"                                                      | 2:38                                                                                          |
| 14.                                                                                           | "Ensa no Koe (怨嗟の声)"                                                                      | 1:50                                                                                          |
| 15.                                                                                           | "Nyan Nyan Paradise (にゃんにゃんパラダイス)"                                                 | 1:32                                                                                          |
| 16.                                                                                           | "Yasashigugi ja... (優しすぎじゃ…)"                                                           | 1:43                                                                                          |
| 17.                                                                                           | "Nyan tomo Kan tomo (ニャンともカンとも)"                                                     | 1:58                                                                                          |
| 18.                                                                                           | "Subarashiki Hibi (素晴らしき日々)"                                                           | 1:42                                                                                          |
| 19.                                                                                           | "Ayakashi Eyecatch (あやかしアイキャッチ)"                                                    | 0:15                                                                                          |
| 20.                                                                                           | "Cafe・Relish (カフェ・リリッシュ)"                                                           | 1:38                                                                                          |
| 21.                                                                                           | "Hardcore・Sei to Shi (ハードコア・生と死)"                                                   | 1:46                                                                                          |
| 22.                                                                                           | "Itsumono Asa, Ureshii Asa (いつもの朝、うれしい朝)"                                          | 2:03                                                                                          |
| 23.                                                                                           | "Ijou・Kyoui・Kyoufu (異常・脅威・恐怖)"                                                      | 2:05                                                                                          |
| 24.                                                                                           | "Muryoukukan (無力感)"                                                                        | 2:01                                                                                          |
| 25.                                                                                           | "Yuuto no Kioku (優人の記憶)"                                                                 | 1:53                                                                                          |
| 26.                                                                                           | "Ayakashi no Chi (妖の血)"                                                                    | 1:23                                                                                          |
| 27.                                                                                           | "Kyoushuu (郷愁)"                                                                             | 2:15                                                                                          |
| 28.                                                                                           | "Kaze ga Fuku (風が吹く)"                                                                     | 1:52                                                                                          |
| 29.                                                                                           | "Ayakashi Daisensou (あやかし大戦争)"                                                         | 1:16                                                                                          |
| 30.                                                                                           | "Kuchizuke (くちづけ)"                                                                        | 2:22                                                                                          |
| 31.                                                                                           | "DEATHcchimae!! (DEATHっちまえッッ!!)"                                                        | 2:20                                                                                          |
| 32.                                                                                           | "Nyan Nyan Nyan! (にゃんにゃんにゃん!)"                                                       | 2:02                                                                                          |
| 33.                                                                                           | "Hito wo Kurai, Ayakashi wo Kurai (人を喰らい、妖を喰らい…)"                                  | 2:02                                                                                          |
| 34.                                                                                           | "Koukai (後悔)"                                                                               | 1:55                                                                                          |
| 35.                                                                                           | "Chi wo Konomu Honnou (血を好む本能)"                                                         | 1:24                                                                                          |
| 36.                                                                                           | "Honto no Tsuyosa (本当の強さ)"                                                               | 2:12                                                                                          |
| 37.                                                                                           | "Himerareshi Chikara (秘められし力)"                                                          | 2:40                                                                                          |
| 38.                                                                                           | "Taisetsuna Kagayaki (大切な輝き)"                                                            | 2:26                                                                                          |
| 39.                                                                                           | "Neko Neko Daishissou (ねこねこ大疾走)"                                                       | 3:05                                                                                          |
| 40.                                                                                           | "BEAM my BEAM (TV Size) (BEAM my BEAM (TV サイズ))"                                           | 1:33                                                                                          |
| 41.                                                                                           | "Tokoku ja! (予告じゃ!)"                                                                      | 0:18                                                                                          |
| Tổng thời lượng:                                                                              | Tổng thời lượng:                                                                              | 1:17:01                                                                                       |

### Drama CD
Nippon Columbia cũng thực hiện chuyển thể drama CD của bộ truyện và phát hành chung trong album chứa các bài hát do các nhân vật trình bày vào ngày 31 tháng 3 năm 2010.

## Đón nhận
Omamori Himari đã xuất hiện trên bảng xếp hạng Tohan với tập 4 có vị trí thứ 29 từ ngày 11 đến ngày 17 tháng 11 năm 2008 và tập 5 có vị trí thứ 15 từ ngày 7 đến ngày 13 tháng 4 năm 2009.
Truyện cũng xuất hiện hiện trên bảng xếp hạng Oricon với tập 6 đứng ở hạng 27 từ ngày 11 đến ngày 17 tháng 1 năm 2010, tập 7 đứng ở hạng 16 từ ngày 02 đến ngày 08 tháng 8 năm 2010, tập 8 đứng ở hạng 19 từ ngày 4 đến ngày 10 tháng 4 năm 2011, tập 10 đứng ở hạng 17 ngày 6 đến ngày 12 tháng 4 năm 2011.